# Music Box Revue

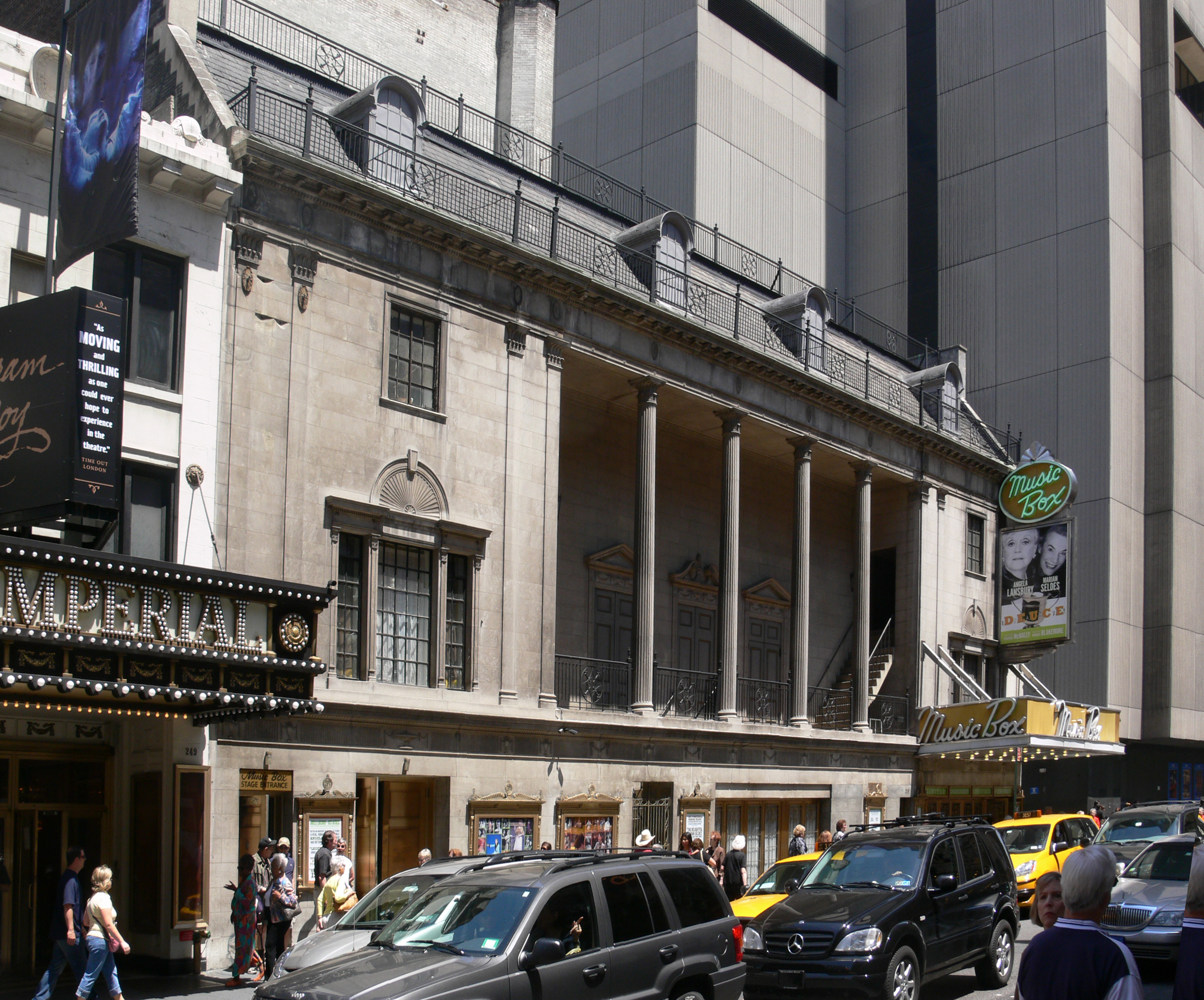
Das Music Box Theatre

Music Box Revue war der Titel einer Reihe von Revue-Produktionen am Broadway, für die Irving Berlin die Musik komponierte. Zwischen 1921 und 1925 wurden vier Shows herausgebracht. Die Revuen wurden nach dem eigens für diesen Zweck errichteten Music Box Theatre benannt. Der Produzent Sam H. Harris hatte die Absicht, das Theater ausschließlich dem musikalischen Schaffen Berlins vorzubehalten.
Die erste Music Box Revue eröffnete am 22. September 1921, Regie führte Hassard Short, der auch für die nächsten beiden Ausgaben verantwortlich zeichnete. Die Revue war erfolgreich, kam auf 440 Vorstellungen und hatte mit „Everybody Step“ und „Say It with Music“ zwei große Hits.
Bekannte Unterhaltungskünstler traten in den Music Box Revues auf, z. B. die Vokalgruppe The Brox Sisters, das Komikerduo Bobby Clark und Paul McCullough, der Schauspieler William Gaxton, die Opernsängerin Grace Moore.

1924/25 konnte der Star der Ziegfeld Follies, Fanny Brice verpflichtet werden.
Nach der vierten, mit 184 Vorstellungen am wenigsten erfolgreichen Ausgabe (1924/25), beendeten Berlin und Harris ihr Musiktheaterprojekt – ihre nächste gemeinsame Arbeit war 1925 das Marx-Brothers-Musical The Cocoanuts, das im Lyric Theatre anlief. Das Music Box Theatre wurde, wie üblich am Broadway, für diverse (nichtmusikalische) Theaterproduktionen vermietet – erst 1928 wurde wieder ein Musical im Haus gezeigt: Paris mit der Musik von Cole Porter.